# 北江乡
北江乡，是中华人民共和国广西壮族自治区崇左市宁明县下辖的一个乡镇级行政单位。

## 行政区划
北江乡下辖以下地区：
北江社区、那小村、东什村、峙书村、良安村、那春村、法奎村、浦峙村、林芬村、北明村和下间村。